# Ángel Correa
Ángel Correa (n. 9 martie 1995, Rosario, Provincia Santa Fe, Argentina) este un fotbalist argentinian liber de contract, care joacă pe post de mijlocaș. Pe plan internațional, are prezențe la națională pentru Argentina U20⁠(d).

## Palmares

### Club
San Lorenzo
- Argentine Primera División: 2013 Inicial
- Copa Libertadores: 2014

Atletico Madrid
- UEFA Europa League: 2017–18
- UEFA Super Cup: 2018
- UEFA Champions League: Vice-campion 2015–16

### International
Argentina U20
- South American Youth Football Championship: 2015